# Kapısuyu, Kurucaşile
Kapısuyu là một xã thuộc huyện Kurucaşile, tỉnh Bartın, Thổ Nhĩ Kỳ. Dân số thời điểm năm 2011 là 139 người.